# Timothy Treadwell
Timothy Treadwell (nacido Timothy William Dexter, 29 de abril de 1957-6 de octubre de 2003) fue un activista ecologista y documentalista aficionado estadounidense. En 2003, Treadwell fue atacado y devorado por un oso pardo en el parque nacional de Katmai. En 2005, el cineasta Werner Herzog estrenó Grizzly Man, un documental acerca de la vida de Treadwell que incluía varias de las grabaciones realizadas por este mismo durante su estancia en Alaska.

## Inicios
Treadwell era un aspirante a actor que se vio envuelto en el mundo de las drogas tras la decepción que supuso para él no conseguir un papel en la serie Cheers (según sus propias palabras, quedó segundo en el casting, siendo superado solo por Woody Harrelson, aunque este hecho nunca ha sido confirmado). Supuestamente, Treadwell superó su adicción a las drogas y al alcohol a finales de los años 1980, tras lo cual decidió viajar a Alaska en busca de una relación más profunda con la naturaleza y con el mundo animal.

## Relación con los osos y notoriedad
Timothy Treadwell convivió durante trece años con osos grizzly del parque nacional de Katmai. En Estados Unidos era conocido por acercarse a ellos mucho más de lo recomendado por las autoridades, hasta el punto de llegar a veces incluso a tocarlos o a jugar con ellos. También grabó alrededor de cien horas de vídeo en las que se ve a él interactuar con los animales, y realizó numerosas fotografías de la zona. Para el comienzo del nuevo siglo, Treadwell era lo bastante popular para empezar a recibir una atención continuada por parte de los medios. Apareció en el Discovery Channel, en el programa de David Letterman y en otros programas de televisión hablando acerca de sus experiencias y de su postura ecologista. También viajó a lo largo de los Estados Unidos dando charlas gratuitas a los niños, escribió junto a Jewel Palovak el libro Among Grizzlies: Living with Wild Bears in Alaska y fundó la asociación Grizzly People, destinada a proteger a los osos y preservar su hábitat salvaje.

## Polémica
Numerosos expertos, entre los que se encuentran miembros del propio Servicio de Parques Nacionales, habían criticado duramente a Treadwell por no respetar las normas básicas de seguridad en un entorno de estas características. En concreto, y de acuerdo con el archivo que se guardaba con respecto a él, Timothy Treadwell violó entre 1994 y 2003 al menos seis normas del parque. Entre estos incumplimientos están el de guiar a turistas sin poseer la licencia apropiada, almacenar de modo incorrecto la comida o acampar en el mismo lugar durante más de siete días (esta última a menudo conocida como la «regla Treadwell», una norma creada ad hoc, específicamente para él). Asimismo, los guardabosques también insistían en que llevase un spray de pimienta como arma de defensa personal, crítica en la que coincidía el naturalista Charlie Russell, otro experto en la convivencia con los osos.

## Muerte
Timothy Treadwell murió el 5 de octubre de 2003 junto a su novia, Amie Huguenard. Ambos fueron atacados y devorados por uno o más osos grizzly. Sus cadáveres los descubrió al día siguiente Willy Fulton, el piloto que tenía el trabajo de ir a buscarlos. Parte de sus restos fueron encontrados en el lugar de la matanza y otra parte en el interior de uno de los osos que los devoró, el etiquetado como «oso 141», un macho de gran tamaño y de más de tres metros de altura que el propio Timothy consideraba, de acuerdo con sus grabaciones, como un animal peligroso y no precisamente amistoso. Este oso y otro más joven fueron sacrificados a tiros por los guardabosques durante la operación de recuperación de los restos humanos. También se encontró una cámara de vídeo con la tapa de la lente todavía puesta, que supuestamente había grabado seis minutos de audio correspondiente al ataque. En los ochenta y cinco años de existencia del parque nacional Katmai, este ha sido el primer caso de ser humano muerto por un oso.

## Grizzly Man
Grizzly Man es un documental del director de cine alemán Werner Herzog. Está basado en la vida de Treadwell y compuesto principalmente por las grabaciones que este mismo realizó durante sus estancias en Alaska. Herzog acompaña las imágenes de archivo con entrevistas a personas que lo conocieron, así como con reflexiones personales en las que se cuestiona diversos aspectos de la naturaleza y el espíritu humano. En un momento de la película se puede ver al veterano cineasta alemán escuchando la cinta que supuestamente da testimonio de la muerte de Timothy y Amie, aunque el espectador no puede escuchar nada y la cinta de hecho nunca ha sido exhibida en público.